# Digitalis ferruginea
La digital roja (Digitalis ferruginea) es una planta herbácea perenne de la familia Plantaginaceae.

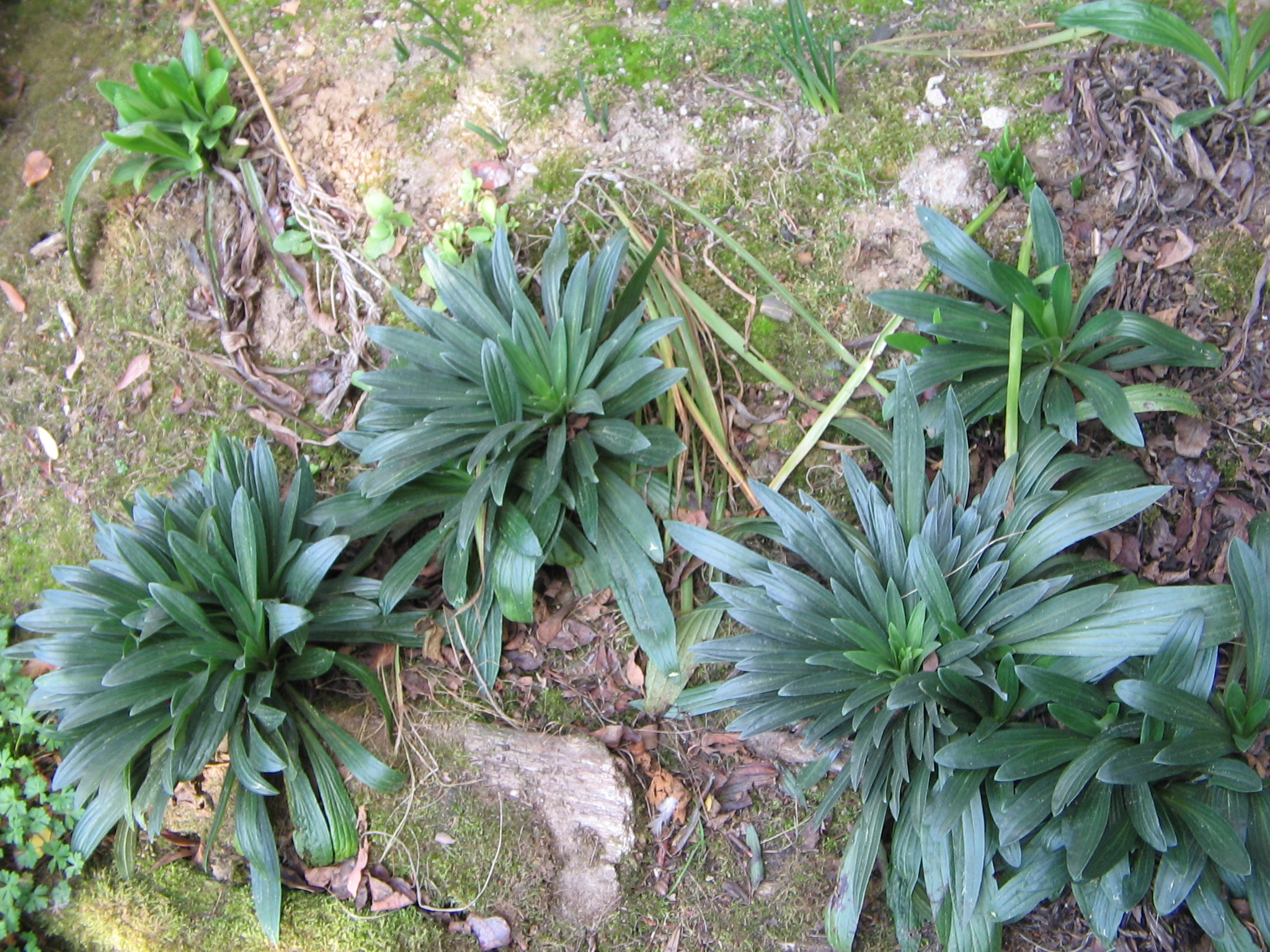
Vista de la planta

## Distribución
Es nativa de Grecia y Asia menor.

## Descripción
Es una planta herbácea, bienal hasta perenne que alcanza 120 cm de altura, a veces leñosa por la base, con hojas lanceoladas con margen entero o dentado, ligeramente vellosas por el envés. Las flores tubulares con forma de dedo son de color rojizo. Corola amarillenta hasta parda, con rayas oscuras de 1,5-3,5 mm de largo con tubo abombado, casi esférico y el labio inferior alargado, lóbulos laterales más cortos y labio superior más corto. 4 estambres encerrados en el tubo corolino. Ovario súpero que se transforma en una cápsula bilocular, puntiaguda poliesperma. La inflorescencia agrupada en forma piramidal. El fruto es una cápsula con numerosas semillas muy pequeñas.

## Usos
Al igual que con todas las especies de la digital, todas las partes de esta planta pueden causar malestar y vómitos graves si se ingieren. El contacto con las hojas también puede causar una reacción alérgica. Esta planta se ha ganado la Royal Horticultural Society 's Award of Garden Merit.

## Taxonomía
Digitalis ferruginea fue descrita por Carlos Linneo    y publicado en Species Plantarum 1: 368. 1753.
Etimología
Digitalis: nombre genérico del latín medieval digitalis = la "digital o dedalera" (Digitalis purpurea L., Scrophulariaceae). Según Ambrosini (1666), “se llama Digital porque las flores imitan la forma del dedal (a saber, de la cubierta de los dedos de las mujeres cuando cosen)”.
ferruginea: epíteto latino que significa "de color óxido".
Sinonimia
- Digitalis schischkinii Ivanina
- Digitalis aurea Lindl.
- Digitalis brachyantha Griseb.
- Digitalis pichleri Huter[7]